# Korea Women League
Die Korea Women League war eine Frauenfußballliga im südkoreanischen Fußball. Sie existierte von 1996 bis 2001 und anschließend unter verschiedenen Namen bis 2008. Sie war die seinerzeit höchste Frauenfußballliga in Südkorea.

## Geschichte
Ins Leben wurde sie 1996 gerufen, nachdem der Wunsch von Frauenfußballteams aufkam, eine Meisterschaft austragen zu wollen. Bis 2007 nahmen sowohl Verein- als auch Universitätsmannschaften daran teil, ehe die letzte Austragung nur noch mit Vereinsmannschaften durchgeführt wurde. Die Teilnahme an diesen Wettbewerb war stets freiwillig, sodass die Anzahl an teilnehmenden Mannschaften immer wieder stark schwankte. Zwischenzeitlich spielten nur zwei- oder sogar 8 Mannschaften um die Meisterschaft. Teilweise nahmen Mannschaften an der Hinrunde, aber nicht mehr an der Rückrunde teil.
Es nahmen an den Wettbewerb verschiedenste Mannschaften teil. Die bekannteste war der Rekordmeister, Incheon Hyundai Steel Red Angels. Es nahmen mit Incheon und Gyeongnam Daekyo WFC Konzerngeführte Mannschaften an der Liga teil, sowie Amateur- religiöse Mannschaften wie Nassau Mission FFC oder Incheon Hebron FFC Mission, Universitätsmannschaften wie die Frauenfußballabteilung der Hanyang-Universität- und Provinzauswahlmannschaften wie Chungcheongnam-do SV oder Gwangju SV. Die jeweilige Serie wurde immer an einem Austragungsort ausgespielt und dauerte in der Regel nicht länger als eine Woche.
Nachdem ab 2002 nach und nach immer mehr Vereinsmannschaften gegründet wurden, wurde auch der Ruf nach einer professionalisierten Liga immer lauter, welche Anfang 2009 in der Gründung der WK League mündete. Die Vereinsmannschaften nahmen seitdem nicht mehr an der Liga teil. Die Liga besteht heute nur noch für die Grund-, Mittel- und Oberschulen, sowie für Universitäten, für Vereinsmannschaften existiert sie aber heute nicht mehr.
Die Korea Women League trug bis einschließlich 2001 den offiziellen Namen als Wettbewerbsname, ehe ab 2002 aus Sponsorengründen die Liga andere Namen trug. Ligasponsoren waren z. B. Puma, Daekyo Noonnoppi und MBC gewesen.

## Ligaformat
Die Liga wurde je nach Anzahl der Teilnehmenden Mannschaften entweder in einer Gruppenphase- oder in einer K.O.-Runde ausgetragen. Zwischenzeitlich ging der Wettbewerb aufgrund der wenigen Mannschaften, die teilnahmen, keine zwei Spieltage lang. In der Regel spielte aber sonst jeder-gegen-jeden in der Gruppenphase, wobei der 1. Platzierte gleichzeitig auch Meister wurde. Ab den 2000er wurde über die Gruppenphase hinaus mit einer K.O.-Runde der Meister ermittelt. Entgegen den Männerfußballligen, wurde kein Meisterfinalspiel zwischen den Serienmeistern ausgetragen.

## Spielzeiten
| Spielzeit | Hinrundenmeister               | Rückrundenmeister                                               |
| --------- | ------------------------------ | --------------------------------------------------------------- |
| 1996      | Ulsan-Jeonmun-Universität      | Incheon Steel                                                   |
| 1997      | Ulsan-Jeonmun-Universität      | Ulsan-Jeonmun-Universität                                       |
| 1998      | Ulsan-Jeonmun-Universität      | Incheon Steel                                                   |
| 1999      | Incheon Steel                  | Incheon Steel                                                   |
| 2000      | Sungmin Wonders WFC            | Sungmin Wonders WFC                                             |
| 2001      | Sungmin Wonders WFC            | Sungmin Wonders WFC                                             |
| 2002      | Sungmin Wonders WFC            | Sungmin Wonders WFC                                             |
| 2003      | Incheon INI Steel WFC          | Incheon INI Steel WFC                                           |
| 2004      | Incheon INI Steel WFC          | Gyeongnam Daekyo Kangerous WFC Chungcheongnam-do SV             |
| 2005      | Incheon INI Steel WFC          | Incheon INI Steel WFC Chungcheongnam-do SV Chungcheongbuk-do SV |
| 2006      | Incheon Hyundai Steel WFC      | Incheon Hyundai Steel WFC                                       |
| 2007      | Seoul WFC                      | Seoul WFC                                                       |
| 2008      | Gyeongnam Daekyo Kangerous WFC | Gyeongnam Daekyo Kangerous WFC                                  |

### Meistertitel
| Mannschaft                     | Titel | Spielzeit(en)                            |
| ------------------------------ | ----- | ---------------------------------------- |
| Incheon Hyundai Steel WFC      | 11    | 1996, 1998, 1999, 2003, 2004, 2005, 2006 |
| Sungmin Wonders WFC            | 4     | 2000, 2001, 2002                         |
| Gyeongnam Daekyo Kangerous WFC | 3     | 2004, 2008                               |
| Ulsan-Jeonmun-Universität      | 3     | 1996, 1997, 1998                         |
| Seoul WFC                      | 2     | 2007                                     |
| Chungcheongnam-do SV           | 2     | 2004, 2005                               |
| Chungcheongbuk-do SV           | 1     | 2005                                     |